# Славина
Славина (други називи чесма, пипа и шпина) је врста вентила који служи за контролу испуштања течности или гаса. Најчешће се користе у купатилу и кухињи у склопу судопере и на њима постоји могућност одабира хладне или топле воде што омогућава део славине који се зове мешач. То је оно што на старијим славинама није био случај; на њима се углавном могла користити само хладна вода.
Славине се производе од разних материјала од којих је најучесталији метал, а користе се и пластичне, на пример у дворишту. На њих се може закачити и баштенско црево за заливање.
Славине се укључују на више начина од којих је најпознатији онај са дизањем вентила нагоре, а има и осталих као на пример кружно или постављање вентила са стране и његовим померањем у страну. У већини држава постоји стандард о положају хладне и топле воде: у већини случајева топла вода је лево, а хладна десно. С тим у вези, постоје и одвојени вентили за топлу и хладну воду, мада је лакше и брже добити жељену температуру воде са једним заједничким вентилом. Постоје и славине без вентила које користе сензоре покрета који се налазе обично испод цеви.